# Outokumpu
Outokumpu [ˈɔu̯tɔkumpu] ist eine Stadt im Osten Finnlands mit 6457 Einwohnern (Stand 31. Dezember 2022). Sie liegt in der Landschaft Nordkarelien an der Grenze zu Savo rund 40 Kilometer nordwestlich von Joensuu.
Anfang des 20. Jahrhunderts war Outokumpu (wörtlich "seltsamer Hügel") ein kleines Dorf mit dem Namen Kuusjärvi (wörtlich: "Fichtensee"). 1913 wurde ein größeres Kupfervorkommen entdeckt und der Ort entwickelte sich zur größten Bergwerksstadt Finnlands. 1968 wurde die Gemeinde nach dem Bergwerk in Outokumpu umbenannt, 1977 wurde sie zur Stadt. Der Bergbau wurde 1989 eingestellt, das Bergwerk ist heute zu einem Museum umfunktioniert. Um den Strukturwandel zu bewältigen, hatte man bereits zehn Jahre zuvor damit begonnen, in Outokumpu Industrie anzusiedeln. Heute gibt es in der Stadt 50 Industriebetriebe mit etwa 900 Beschäftigten. In Outokumpu wurde auch der Metallkonzern Outokumpu gegründet, der aber mittlerweile seinen Unternehmenssitz in Helsinki hat und seit der Stilllegung des Bergwerks nicht mehr in Outokumpu produziert.

## Wappen
Beschreibung des Wappens: Im roten Schild mit dem goldenen Zeichen für Kupfer ist ein  goldenes Schildhaupt durch den Tannenschnitt abgeteilt.

## Partnerstädte
Schöningen in Niedersachsen ist seit 2000 Partnerstadt von Outokumpu.

## Söhne und Töchter
- Kari Haakana (* 1973), Eishockeyspieler
- Janne Hänninen (* 1975), Eisschnellläufer
- Anna Puu (* 1982), Popsängerin